# Carex ursina
Carex ursina — вид трав'янистих рослин родини осокові (Cyperáceae), поширений у Ґренландії й арктичних частинах Євразії й Північної Америки. Етимологія: лат. ursinus — «ведмежий».

## Опис
Це багаторічні поодинокі трав'янисті рослини, які формують купини зі щільно розгалуженим кореневищем. Кореневищні гілки довжиною 0–0.5 см. Стебла (0.5)1–2(4) см завдовжки, висхідні або більш рідко прямостійні, слабо шорсткі. Листки 1–3 см × 0.5–0.8 мм, широкі біля основи, звужуються до гострої вершини, складені, шорсткі по краях листя і на серединній жилці, яскраво-зелені з червонуватим засохлим листям і кінчиками листя.
Квітка в Carex одностатева, без оцвітини, і підтримуються лускою. Чоловіча квітка складається з 3 тичинок. Визначальною структурою роду Carex є пляшкоподібний приквіток навколо кожної жіночої квітки. Колоски можуть бути одностатеві або двостатеві.
Суцвіття складається з одного колоска, 0.4–0.5 × 0.2–0.3 мм. Колоски яйцевиді, двостатеві з переважно жіночими квітами, і тільки кілька чоловічих квіток біля основи. Луски 1,2 × 2.2 мм, оберненояйцеподібні й тупі, коричневі з вузьким напівпрозорим краєм і не дуже помітною світліше коричневою серединною жилкою. Плоди червоно-коричневі, оберненояйцевидні, 1,2 × 0.7–1 мм, від тьмяних до злегка глянсових.

## Відтворення
Статеве розмноження насінням; немає вегетативного розмноження. Проте, купина може триматися впродовж тривалого часу за допомогою місцевого вегетативного росту. Цвітіння й утворення плодів регулярні. Насіння проростає дуже добре. Плоди, як припускається поширюються морськими течіями.

## Поширення
Цей арктичний вид поширений в Ґренландії, Шпіцбергені, арктичній Росії, Канаді й Алясці.
Зростає на дрібнозернистих субстратах на морському березі (наприклад, солончаки) і на приблизно нейтральних дрібнозернистих субстратах уздовж річок і струмків близько до моря.